# 帰ってきた天装戦隊ゴセイジャー last epic
『帰ってきた天装戦隊ゴセイジャー last epic』は、2011年6月21日にリリースされた東映制作のオリジナルビデオ作品。
作中でのサブタイトルは、「last epic 護星天使が国民的アイドルに!?」

## 概要
スーパー戦隊Vシネマ「スーパー戦隊ラストスペシャルエディション・特別編」の第2弾。『天装戦隊ゴセイジャー』最終回後に発売が告知され、通常版と合わせててれびくん別冊ムックである「超全集」同梱の限定版が発売されるなど、リリース方式は前作『帰ってきた侍戦隊シンケンジャー』のそれを踏襲しているが、内容は「帰ってきた」の文字通りテレビシリーズ最終回後の出来事を描いたストーリーとなる。本編時間は44分。
時系列上ではテレビシリーズの最終回（epic50）から、次作『海賊戦隊ゴーカイジャー』におけるレジェンド大戦までの間の出来事として位置付けられており、冒頭のプロローグではアラタのナレーションと共にレジェンド大戦の映像が引用されている。脚本は『ゴセイジャー』には初参加となる波多野都が、監督はテレビシリーズでもパイロットなどを手掛けた長石多可男がそれぞれ担当しており、長石にとっては本作品が遺作となった。撮影はテレビシリーズの最終回より先行して行われており、役者陣は結末を先に知ったことに驚いたことを述懐している。

## あらすじ
最後の敵ブラジラ（救星主のブラジラ）を倒した後、ゴセイジャーのメンバー5人は地球で平和な日々を過ごしていた。しかし、人々の記憶を消す天装術が謎の電磁波によって発動しなくなってしまった。混乱を避けようと記者会見を開き、マスコミを通じて自分たちの正体を明かすゴセイジャーたちは、これがきっかけで芸能事務所「芸能のサカイ」所属のアイドルとして芸能活動をすることに。一躍人気アイドルとなったゴセイジャーだが、なぜか人類の敵と非難されてしまう。

## オリジナルキャラクター
キングビービ
ビービ虫の最後の生き残りが、残ったダークゴセイパワーの作用によって普通のビービ虫から超進化を果たしてキングビービ虫になり、これが星野ユメコに取り憑き、キングビービとなった。ユメコに取り付いている間、キングビービの腹部にはユメコの顔が浮き出ている。
天装術を封じる特殊な電磁波を発生させることができ、さらにユメコの心身を操り、世界中の人間から集めた悪意を増幅、ゴセイジャーを悪人に仕立て上げた。
- デザインは酉澤安施が担当した。キングビービ虫は身体や脚部に目玉があったり、4本の尾にするなどパワーアップしたイメージで描いており、より強力になったことを示し、ブラジラの後継者のような意味合いを込め、体表は黒と金色をベースとし、派手な色合いで暴走した感を出している。キングビービは、ブラジラ風の体表にすることで、後継者感を上げている。亡霊のように取り込まれた人物の顔が胸の口から覗いており、離脱することで無数の細かい牙が並ぶ大きな口と分かるようになっている。武器の長剣も魔虫兵ビービの武器をパワーアップさせたものとなっている。

星野ユメコ
株式会社「芸能のサカイ」所属のマネージャー。元は有名な女優だった。
サカイ
株式会社「芸能のサカイ」の社長。正体を公表したゴセイジャーをアイドルに仕立てあげ、金儲けを企む。アラタたちが悪人に仕立て上げられた際、5人を激しく責め立てていた。
加納竜介
サカイの助手兼運転手を務める青年。サカイの計画では、彼が6人目のゴセイジャー・ゴセイゴールドとしてデビューする予定だった。アラタたちが悪人に仕立て上げられたことが原因でデビューが頓挫した際、5人を責め立てる。
富岡松
バラエティ番組の司会者。
カモミラージュカードを使ったショーでゴセイジャーの活躍を紹介する。

## スタッフ
- 原作 - 八手三郎
- プロデューサー - 佐々木基（テレビ朝日）、中野剛（東映ビデオ）、若松豪・大森敬仁（東映）、矢田晃一・深田明宏（東映エージエンシー）
- 監督 - 長石多可男
- 脚本 - 波多野都
- 音楽 - 三宅一徳
- 撮影 - 大沢信吾
- 照明 - 柴田守
- 美術 - 大谷和正
- 編集 - 佐藤連
- 録音 - 伝田直樹
- 助監督 - 須上和泰、福島宏介、塩川純平
- スクリプター - 森みどり
- 制作担当 - 喜多智彦
- 視覚効果 - 沖満
- キャラクターデザイン - 酉澤安施
- アクション監督 - 石垣広文（ジャパンアクションエンタープライズ）
- 制作 - テレビ朝日、東映ビデオ、東映、東映エージエンシー

## キャスト
- アラタ / ゴセイレッド - 千葉雄大
- エリ / ゴセイピンク - さとう里香
- アグリ / ゴセイブラック - 浜尾京介
- モネ / ゴセイイエロー - にわみきほ
- ハイド / ゴセイブルー - 小野健斗
- 天知望 - 中村咲哉
- 天知博士 - 山田ルイ53世（髭男爵）
- 星野ユメコ - 岩佐真悠子
- サカイ - 阿南健治
- MC富岡松 - マイケル富岡
- 加納 - 夛留見啓助
- 店長 - 藤原邦章
- 小学生 - 小田中温
- 女子行員 - 桜川博子
- 老人 - 佐川真勝
- 男の子 - 温水祐哉
- レポーター - 酒巻誉洋
- 記者 - 藤崎桐子
- 女性 - 水田芙美子
- 警官 - 鈴木豊

### 声の出演
- ゴセイナイト - 小西克幸
- データス - 宮田幸季
- マスターヘッド - 沢木郁也
- キングビービ - 乃村健次

### スーツアクター
- ゴセイレッド - 竹内康博[3]
- ゴセイピンク - 蜂須賀祐一[3]
- ゴセイブラック - 押川善文[3]
- ゴセイイエロー - 野川瑞穂[3]
- ゴセイブルー - 福沢博文[3]
- ゴセイナイト - 岡元次郎[3]
- 日下秀昭
- データス - 神尾直子[3]
- 佐藤太輔
- 清家利一
- 村岡弘之
- 金田進一
- 五味涼子
- 浅井宏輔
- 高橋玲
- 蔦宗正人
- 白崎誠也
- 伊原康友
- 大林勝
- 的場耕二
- 橋本恵子
- 田中宏幸
- 橋口未和
- 大岩剣也
- 片伯部浩正
- 福井理沙
- 寺本翔悟
- 大園千絵
- 矢部敬三
- 中村博亮

## 音楽
主題歌「ガッチャ☆ゴセイジャー（護星天使ヴァージョン）」
作詞：藤林聖子 / 作曲：岩崎貴文 / 編曲：Project.R（大石憲一郎） / 歌：ゴセイジャー&高橋秀幸 / コーラス：ヤング・フレッシュ
挿入歌
「Over The Rainbow」
作詞：八手三郎 / 作曲：鈴木盛広 / 編曲：Project.R / 歌：ゴセイジャー（千葉雄大、さとう里香、浜尾京介、にわみきほ、小野健斗）
「天装戦隊ゴセイジャー」
作詞：吉元由美 / 作曲：YOFFY / 編曲：Project.R（籠島裕昌） / 歌：NoB (Project.R)

## ネット配信
- 東映特撮YouTube Official

2020年3月20日 - 27日